# Köves-patak
A Köves-patak a Mátrában ered, Parád-Parádóhuta településrésztől délre, Heves vármegyében, mintegy 580 méteres tengerszint feletti magasságban. A patak forrásától kezdve északi irányban halad, majd Parád középső részénél éri el a Parádi-Tarnát.

## Part menti települések
A patak partja mentén fekvő Parád településen több mint 2000 fő él.